# Bathydoris hodgsoni
Bathydoris hodgsoni Eliot, 1907 è un mollusco nudibranchio della famiglia Bathydorididae.

## Biologia
Si nutre di ottocoralli del genere Keratoisis, briozoi, crinoidi, crostacei e ofiuroidei.
Il meccanismo di difesa di questo nudibranco avviene tramite un composto tossico presente sul mantello e prodotto dall'animale.

## Distribuzione e habitat
La specie è diffusa in Antartide e nei mari subantartici (Georgia del Sud, Mare di Weddell), dai 15 ai 900 metri di profondità.